# Марі-Ев Дроле
Марі-Ев Дроле  (англ. Marie-Ève Drolet, 3 лютого 1982) — канадська ковзанярка, що спеціалізується на шорт-треку, олімпійська медалістка.

## Виступи на Олімпіадах
| Олімпіада           | Дисципліна      | Місце |
| ------------------- | --------------- | ----- |
| Солт-Лейк-Сіті 2002 | 1000 м          | 4     |
| Солт-Лейк-Сіті 2002 | 1500 м          | 6     |
| Солт-Лейк-Сіті 2002 | естафета 3000 м | 3     |

## Зовнішні посилання
- Досьє на sport.references.com [Архівовано 17 жовтня 2012 у Wayback Machine.]